# Edvin Adolphson

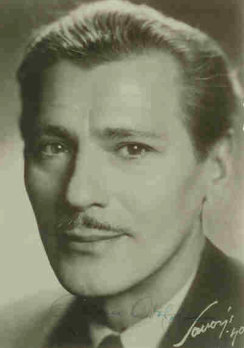
Edvin Adolphson (1920)

Edvin Adolphson (* 25. Februar 1893 in Norrköping; † 31. Oktober 1979 in Solna) war ein schwedischer Filmschauspieler und Regisseur. Er spielte über 500 verschiedenen Theater- sowie Filmrollen und galt als einer der führenden Charakterdarsteller seines Landes.

## Leben
Adolphson kam als einziges Kind der Theaterschauspielerin Maria Adolphson und des Autors Gustav Adolphson am 25. Februar 1893 in einem Krankenhaus in Norrköping zur Welt. Durch seine Mutter wurde er zum Schauspielen verleitet. Seit 1912 besuchte er verschiedene Schauspielschulen in Solna sowie in Stockholm und seiner Heimatstadt Norrköping. Im Laufe seiner langen Theaterkarriere spielte er in wichtigen Stockholmer Schauspielhäusern wie dem Königlich Dramatischem Theater, dem Oscarsteatern und dem Vasateatern. 1950 spielte er am Theater unter Regie von Ingmar Bergman den Mackie Messer in Die Dreigroschenoper.
Im Filmgeschäft war Adolphson seit 1918 tätig, als er neben Victor Sjöström in Mauritz Stillers Stummfilm Thomas Graals bestes Kind eine kleine Rolle übernahm. Bis zum Jahr 1966 spielte Adolphson in über 100 Filmen sowie zusätzlich einigen Fernsehproduktionen. 1939 spielte er die männliche Hauptrolle an der Seite der damals international noch unbekannten Ingrid Bergman in dem Film En enda natt. Eine seiner bekanntesten Rollen übernahm er 1951 als gütiger Onkel in dem mit dem Goldenen Bären ausgezeichneten Filmdrama Sie tanzte nur einen Sommer. 1961 spielte er in der Filmkomödie Engel – gibt’s die? an der Seite von Jarl Kulle.
Neben seiner Arbeit als Schauspieler verfasste Adolphson auch selbst einige Theaterstücke und Drehbücher. Er arbeitete bei Theater und Film auch als Regisseur. So inszenierte er zwischen 1929 und 1947 insgesamt elf Filme, der letzte von diesen war Ingen väg tillbaka mit sich selbst und Anita Björk in den Hauptrollen.
Adolphson war viermal verheiratet, darunter zwischen 1927 und 1932 mit Harriet Bosse, ebenfalls eine Schauspielerin. Er hatte insgesamt sechs Kinder, darunter die Schauspielerin Kristina Adolphson und den Musiker Olle Adolphson. 1979 starb Edvin Adolphson im Alter von 86 Jahren an einem Schlaganfall.

## Filmografie (Auswahl)
- 1918: Thomas Graals bestes Kind (Thomas Graals bästa barn)
- 1927: Versiegelte Lippen (Förseglade läppar)
- 1929: Die Verführerin (Hjärtats triumf)
- 1935: Munkbrogreven
- 1938: Russian Flu
- 1938: Dollar
- 1939: En enda natt
- 1940: Ett brott
- 1940: Med dej i mina armar
- 1941: Fröken Kyrkråta
- 1942: Lågor i dunklet
- 1943: Sjätte skottet
- 1944: En dag skall gry
- 1945: Kungliga patrasket
- 1948: Matrose wider Willen (Flottans kavaljerer)
- 1950: Singoalla – die Zigeunerin (Singoalla)
- 1951: Sie tanzte nur einen Sommer (Hon dansade en sommar)
- 1952: Du sollst nicht begehren (Hard klang)
- 1953: Freibeuter, Rebellen und Musketiere (Göingehövdingen)
- 1954: Junger Sommer (Ung sommar)
- 1956: Sommernächte in Schweden (Ute blåser sommarvind)
- 1956: Bretter, die die Welt bedeuten (Sceningång)
- 1957: Dort, wo der Berghof steht (Synnöve Solbakken)
- 1958: Laila – Liebe unter der Mitternachtssonne (Laila)
- 1959: Pao aus dem Dschungel (Paw)
- 1959: Fuhrmann des Todes (Körkarlen)
- 1960: Dreimal vor der Hochzeit (Bröllopsdagen)
- 1961: Engel – gibt’s die? (Änglar, finns dom?)
- 1964: Die schwedische Hochzeitsnacht (Bröllopsbesvär)